# Google Allo
Google Allo foi um aplicativo móvel de mensagens instantâneas desenvolvido pelo Google. Foi anunciado em 18 de maio de 2016, no Google I/O. O app foi criado para os Sistemas Operacionais Android e IOS, com um cliente web disponível para Google Chrome, Opera e Firefox.
O aplicativo usa números de telefone como identificadores e permite aos usuários trocar mensagens, arquivos, notas de voz e imagens. Inclui um assistente virtual, a Google Assistente, um recurso que gera sugestões de resposta automática e um modo criptografado opcional. Os usuários podem redimensionar mensagens e adicionar doodles e adesivos em imagens antes de enviá-las.
O serviço foi encerrado em março de 2019.

## História
Allo foi anunciado na conferência de desenvolvedores do Google em 18 de maio de 2016. Na época, o Google disse que liberaria o Allo no verão de 2016. O Google lançou o aplicativo em 21 de setembro de 2016. Durante o lançamento do smartphone Google Pixel em outubro de 2016, ele anunciou que o Allo seria pré-instalado nos telefones Pixel, juntamente com seu aplicativo irmão, Google Duo. Em fevereiro de 2017, um tweet do vice-presidente de comunicações da Google, Nick Fox, mostrou uma captura de tela do Allo executando como um aplicativo da web, juntamente com as palavras: "Ainda em desenvolvimento inicial, mas chegando a um desktop perto de você ...".
Em agosto, o Google Allo para a web foi lançado para usuários do Android usando o Google Chrome, enquanto o Firefox, o Opera e o suporte para iOS foram lançados em outubro.

## Recursos
Allo é baseado em números de telefone, não por mídias sociais ou contas de e-mail. O recurso de "resposta inteligente" do Allo usa a tecnologia de aprendizado de máquina do Google para sugerir uma resposta à última mensagem, que pode ser selecionada a partir de algumas opções. O recurso também analisa imagens enviadas ao usuário para sugerir respostas. Semelhante ao recurso de resposta inteligente visto no aplicativo Inbox by Gmail, ele aprende com o comportamento do usuário para adaptar suas sugestões ao longo do tempo. O Allo é um dos aplicativos que suporta o Google Assistente, um assistente virtual que permite que os usuários façam perguntas e recebam respostas de uma maneira conversacional. Os recursos adicionais incluem "Whisper Shout", que permite ao usuário aumentar ou diminuir o tamanho de uma mensagem para representar o volume e a capacidade de desenhar fotos antes de enviá-las.
Em novembro de 2016, o Google introduziu Smart Smiley, uma característica que sugere emojis e adesivos dependendo do humor da mensagem. Smart Smiley também mostra sugestões ao iniciar uma nova conversa. Além disso, os temas de fundo para bate-papos foram adicionados na mesma atualização.
Em março de 2017, uma biblioteca GIF foi adicionada na barra do aplicativo, bem como um acesso mais fácil ao Google Assistente e ao emoji animado. Também em março havia uma atualização que permitia que usuários do Android enviassem vários tipos de arquivos, incluindo PDFs, documentos, APKs, arquivos ZIP e faixas de MP3 através do Allo. Em maio de 2017, o aplicativo foi atualizado para permitir fazer backup e restauração de conversas, adicionou um modo de incógnito para conversas em grupo e adicionou suporte para visualizações de links. Mais tarde, no mesmo mês, a Fast Company informou que o Google atualizou o Allo para adicionar adesivos animados de desenhos em fotos de selfie, com tecnologia da inteligência artificial capaz de produzir animações de "563 quadrilhões de rostos". Em junho, foi incluída a capacidade de fazer chamadas de vídeo ou áudio do Google Duo diretamente pelo Allo. No mês seguinte, as reações da mensagem foram adicionadas, onde os usuários podem tocar em um coração abaixo das mensagens recebidas. Um recurso de tradução no chat apareceu para alguns usuários na versão 17 e foi lançado para todos na versão 18, que foi lançada em setembro. Os controles de grupo de bate-papo, que podem ser ativados para novos bate-papos em grupo, foram adicionados em novembro de 2017. Na versão 25, as transcrições automáticas para mensagens de áudio apareceram, embora isso possa ser desabilitado nas configurações.

### Modo incógnito
O modo incógnito é um modo opcional que inclui chats que se após atingir um determinado tempo, ele se deleta,junto com notificações privadas e criptografia de ponta a ponta. Para criptografia, o aplicativo usa o protocolo de sinal. O modo de incógnito não inclui nenhum recurso de resposta inteligente ou do Google Assistente. Quando o usuário recebe um adesivo de um pacote de adesivos que eles ainda não instalaram no dispositivo, o aplicativo recuperará o adesivo dos servidores do Google usando segurança, mas não criptografia de ponta a ponta.

## Encerramento
O Google anunciou, em dezembro de 2018, em seu blog oficial, que o Google Allo seria descontinuado. O mensageiro funcionou até março de 2019 e os usuários puderam fazer backup das conversas e mídias antes do aplicativo ser desativado. O texto foi armazenado em um arquivo CSV e as fotos, vídeos e áudios estarão disponíveis em uma pasta zipada. Lançado em setembro de 2016, o aplicativo de mensagens foi descontinuado por não conseguir acompanhar a popularidade dos rivais WhatsApp e Facebook Messenger.